# Izmir
Izmir, früher Smyrna (türkisch İzmir, griechisch Σμύρνη Smýrni, altgriechisch Σμύρνα Smýrna; beide Formen (f. sg.)) ist mit rund 3 Millionen Einwohnern die drittgrößte Stadt der Türkei und Hauptstadt der Provinz gleichen Namens. 2023 hatte die Kernstadt eine Bevölkerung von 2 948 609 (in elf Stadtbezirken), während die Provinz Izmir 2019 eine Gesamtbevölkerung von 4 493 242 aufwies. An der Ägäisküste am Golf von Izmir gelegen, beherbergt sie den nach Istanbul zweitgrößten Hafen des Landes. Nach einer Gebietsreform ist Izmir eine Großstadtkommune (Büyükşehir belediyesi) und damit flächen- und einwohnermäßig identisch mit der Provinz.
Erste Siedlungen auf dem Gebiet des heutigen Izmir datieren ca. 6500–4000 v. Chr. Das Gebiet wurde von Luwiern, Hethitern, Phrygern und Griechen erobert bzw. besiedelt.

## Name

Übersichtskarte von Izmir

Die Herkunft des Namens Smyrna ist umstritten:
- Traditionell wurde er auf die griechische Bezeichnung für Myrrhe zurückgeführt.
- Einigen antiken Autoren gemäß wurde die Stadt nach einer Amazone gleichen Namens benannt.[5]
- Laut aktuellen Ausgrabungen hieß die Stadt ursprünglich Tismurna, wobei das Ti-Präfix vermutlich eine Person bezeichnet. Die Stadt wurde in assyrischen Schriften mit diesem Namen erwähnt.[6]

Der heutige türkische Name İzmir leitet sich wohl aus dem griechischen altgriechisch εἰς Σμύρνα is Smyrna, deutsch ‚nach Smyrna‘ ab, analog zum Namen İstanbul, der auf griechisch εἰς τῆν (Κωνσταντινου)πόλιν is tin pólin [istimˈbɔlin], deutsch ‚in Die Stadt (Konstantins)‘ zurückgeht.

## Geschichte

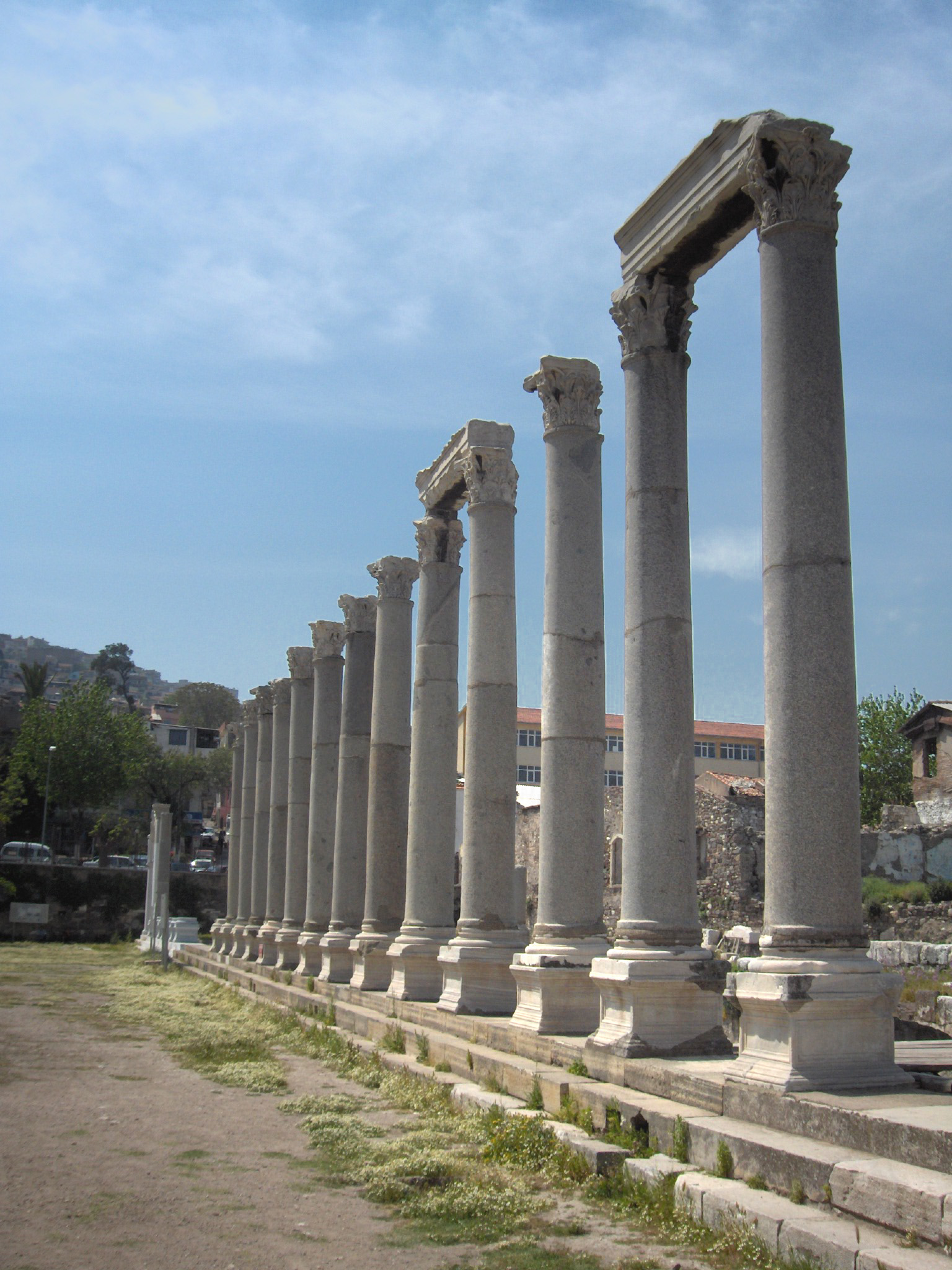
Die antike Agora von Smyrna: Blick auf die Säulen der westlichen Stoa

### Vorgeschichte
Die Stadt ist eine der ältesten Siedlungen des Mittelmeerraums. Die Entdeckung von Yeşilova Höyük und dem benachbarten Yassıtepe in der heutigen Bornova-Ebene hat das Anfangsdatum der Vergangenheit der Stadt weiter zurückversetzt als bisher angenommen. Funde aus zwei Ausgrabungssaisons, die im Yeşilova Höyük von einem Team von Archäologen der Ege Üniversitesi von Izmir durchgeführt wurden, zeigen drei Kulturebenen, von denen zwei prähistorisch sind. Ebene 2 trägt Spuren der frühen bis mittleren Kupfersteinzeit und Ebene 3 neolithischer Siedlungen. Diese beiden Ebenen waren zwischen dem 7. und 4. Jahrtausend v. Chr. bewohnt. Später ab der Kupfersteinzeit wurde Yeşilova als Friedhof genutzt. Mehrere Gräber mit Artefakten, die ungefähr aus dem Jahr 3000 v. Chr. stammen, zeitgleich zur ersten Stadt in Troja, wurden gefunden.

### Antike
Eine vorgriechische Besiedlung auf dem Gebiet des heutigen Stadtteils und des Landkreises Bayraklı lässt sich bereits für das 3. Jahrtausend v. Chr. nachweisen. Ende des 9. Jahrhunderts v. Chr. legten hier aiolische Griechen an einem Ort, der heute als Alt-Smyrna bezeichnet wird, eine befestigte Niederlassung an. Im 8. Jahrhundert v. Chr. wurde diese von ionischen Griechen aus Kolophon übernommen und zur Polis ausgebaut. Zu einer ersten Blüte gelangte (Alt-)Smyrna, das als eine der Wirkungsstätten des Dichters Homer gilt, im 8.–7. Jahrhundert v. Chr.
Der lydische König Alyattes zerstörte (Alt-)Smyrna um 600 v. Chr. In den folgenden drei Jahrhunderten befand sich hier nur eine unbedeutende Ansiedlung. Erst Ende des 4. Jahrhunderts v. Chr. kam es zu einer Neugründung Smyrnas, als Antigonos I. Monophthalmos 20 Stadien (3,5 km) südwestlich der alten Stadt um den Akropolisberg Pagos (dem heutigen Kadifekale) eine neue Siedlung (auf dem Gebiet des heutigen Stadtkerns von Izmir) anlegte, die bald darauf erneut den Status einer Polis erlangte. Der von Antigonos angelegte Hafen legte den Grundstein für Smyrnas Entwicklung zu einer der reichsten Handelsstädte Asiens. Smyrna wurde als 13. Mitglied in den Ionischen Bund aufgenommen und erhielt bald den Beinamen „Zierde von Ionien“. Im Krieg gegen Antiochos III. stand Smyrna auf Seiten des Siegers, Rom, das der Stadt 189 v. Chr. Land zuteilte. Während des italischen Bundesgenossenkrieges stellte die Stadt ein Flottenkontingent zur Unterstützung der Römer; auch in den mithridatischen Kriegen verhielt sie sich römertreu.
Im Jahr 43 v. Chr. beherbergte die Stadt Gaius Trebonius, einen der Mörder von Julius Caesar. Der römische Konsul Publius Cornelius Dolabella eroberte Smyrna, ließ Trebonius töten und einige Stadtviertel zerstören. Als Erdbeben in den Jahren 178 und 180 n. Chr. die Stadt stark beschädigt hatten, erwirkte der griechische Redner Aelius Aristides bei Kaiser Marcus Aurelius deren Wiederaufbau und erhielt dafür zahlreiche Ehrungen.
Cassius Dio war zeitweilig römischer Curator (Aufseher über die Stadtverwaltung) von Smyrna.

### Spätantike – Byzanz
Smyrna war ein wichtiges Zentrum der christlichen Welt. Schon früh etablierte sich eine christliche Gemeinde. Diese Gemeinde ist eine der sieben Gemeinden der Offenbarung des Johannes. Der biblische Verfasser der Offenbarung des Johannes schreibt dazu:

„An den Engel der Gemeinde in Smyrna schreibe: So spricht Er, der Erste und der Letzte, der tot war und wieder lebendig wurde: Ich kenne deine Bedrängnis und deine Armut; und doch bist du reich. Und ich weiß, dass du von solchen geschmäht wirst, die sich als Juden ausgeben; sie sind es aber nicht, sondern sind eine Synagoge des Satans. (Offb 2,8–9)“

Der Kirchenvater Polykarp von Smyrna, Verfasser eines Briefes an die Philipper, war im 2. Jahrhundert Bischof von Smyrna. Auch Ignatius von Antiochien hielt sich in Smyrna auf und soll dort vier der Ignatiusbriefe verfasst haben. Nachdem der Hafen von Ephesos versandete, wuchs die Bedeutung Smyrnas als Hafenstadt.
Smyrna gehörte ab 395 zum Byzantinischen Reich und war als Handelsplatz und Flottenstützpunkt wichtig. 654 n. Chr. wurde die Stadt von den Arabern angegriffen, 672/673 zeitweilig von ihnen besetzt. 1076 eroberten die Seldschuken unter Sultan Suleiman ibn Kutalmiş die Stadt. Der Pirat und Untergebene der Seldschuken Çaka Bey herrschte dann ab 1081 über Smyrna und eroberte von hier aus weitere Gebiete und Inseln. Als er 1092 von seinem Schwiegersohn und Nachfolger Suleimans, Sultan Kılıç Arslan I., getötet wurde, holten sich die Byzantiner unter Kaiser Alexios I. Smyrna zurück. Mit dem Abkommen von Nymphaion erhielt die Republik Genua unter anderem Handelsprivilegien in der Stadt, weil sie Byzanz bei der Rückeroberung Konstantinopels geholfen hatte. So kam Smyrna unter die Kontrolle der genuesischen Handelsfamilie Zaccaria. Die italienischen Händler aus Genua und Venedig siedelten sich vorzugsweise im Fränkischen Viertel Smyrnas an. 1317 griff Mehmed, der Bey der Aydınoğulları, Smyrna an und konnte den landeinwärts gelegenen Burghügel (Pagos, die hellenistische Akropolis, heute Kadifekale genannt) einnehmen. Die untere Stadt mit dem Hafen und der dortigen neuen Festung blieb aber zunächst in genuesischer Hand. Seit dieser Zeit prägte sich bei den Türken für den Hafen und Umgebung der Begriff Gâvur İzmir (Ungläubiges Izmir).
Mehmeds Sohn Umur eroberte schließlich 1329 auch den Hafen. Unter Umurs Herrschaft stieg das Beylik Aydın schnell zur Seemacht auf; Smyrna wurde neben Ephesos-Panormos zum Hauptstützpunkt der türkischen Flotte. Schiffe unter der Flagge Aydıns betrieben Piraterie im gesamten östlichen Mittelmeer und führten Plünderungszüge auf der Morea und Negroponte durch. Die Türken griffen lediglich lateinische (d. h. katholische) Besitzungen an, da Umur 1335 mit dem byzantinischen Regenten Johannes Kantakuzenos ein Bündnis geschlossen hatte.
Die Herrschaft Aydıns war aber nicht von Dauer, denn – ausgelöst durch die Piraterie – griff Ende 1344 eine Kreuzzugsliga unter Führung des Papsttums die Stadt an und eroberte den Hafen. Die Kämpfe zogen sich bis 1348 hin, als Umur getötet wurde. Die obere Burg hingegen blieb in der Hand der Türken. Die Aydınoğulları mussten sich 1390 den Osmanen unterwerfen; während der Hafen weiterhin von den Rittern des Johanniterordens zu Rhodos kontrolliert wurde.
Im Jahr 1402 wurden die Osmanen unter Sultan Bayezid I. in der Schlacht bei Ankara vernichtend von den mongolisch-türkischen Truppen Timurs besiegt. Die Timuriden standen Ende des Jahres vor Smyrna. Die christliche Garnison, etwa zweihundert Ritter unter dem Kommando des aragonesischen Johanniters Íñigo de Alfaro, lehnte eine Kapitulation ab. Die Timuriden griffen daraufhin mit Belagerungsmaschinen an, untertunnelten die Mauern, blockierten die Hafeneinfahrt und stürmten nach immerhin fünfzehn Tagen Widerstand die Stadt. Die Einwohner wurden massakriert und die Stadt zerstört. Laut dem Historiker Dukas soll Timur die Schädel der Getöteten mit Mörtel in die Mauern einfügen haben lassen. Die unruhigen Zeiten gingen erst 1422 mit dem osmanischen Sultan Murad II. zu Ende. Smyrna wurde wiederaufgebaut, allerdings 1472 von den Venezianern besetzt und erneut niedergebrannt. Von diesem Zeitpunkt an blieb die Stadt bis ins 20. Jahrhundert osmanischer Besitz.

### Osmanisches Reich

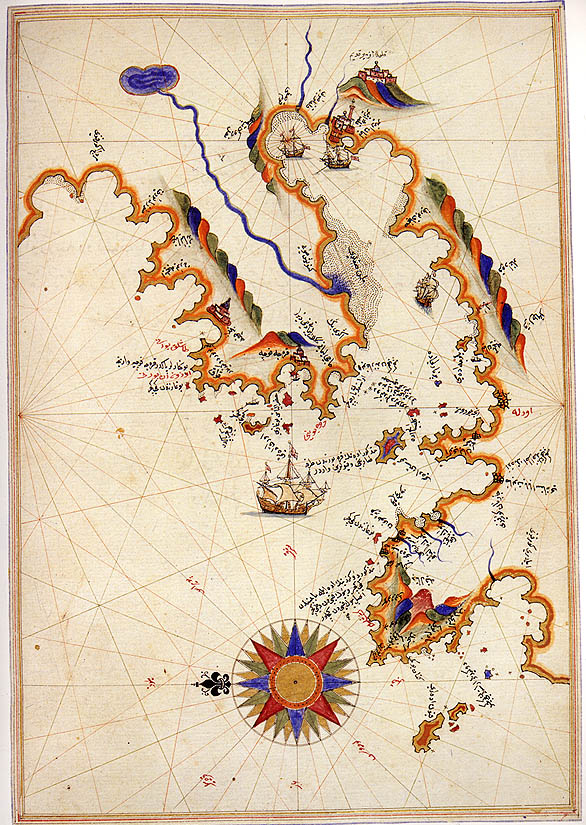
Karte Izmirs von Piri Reis

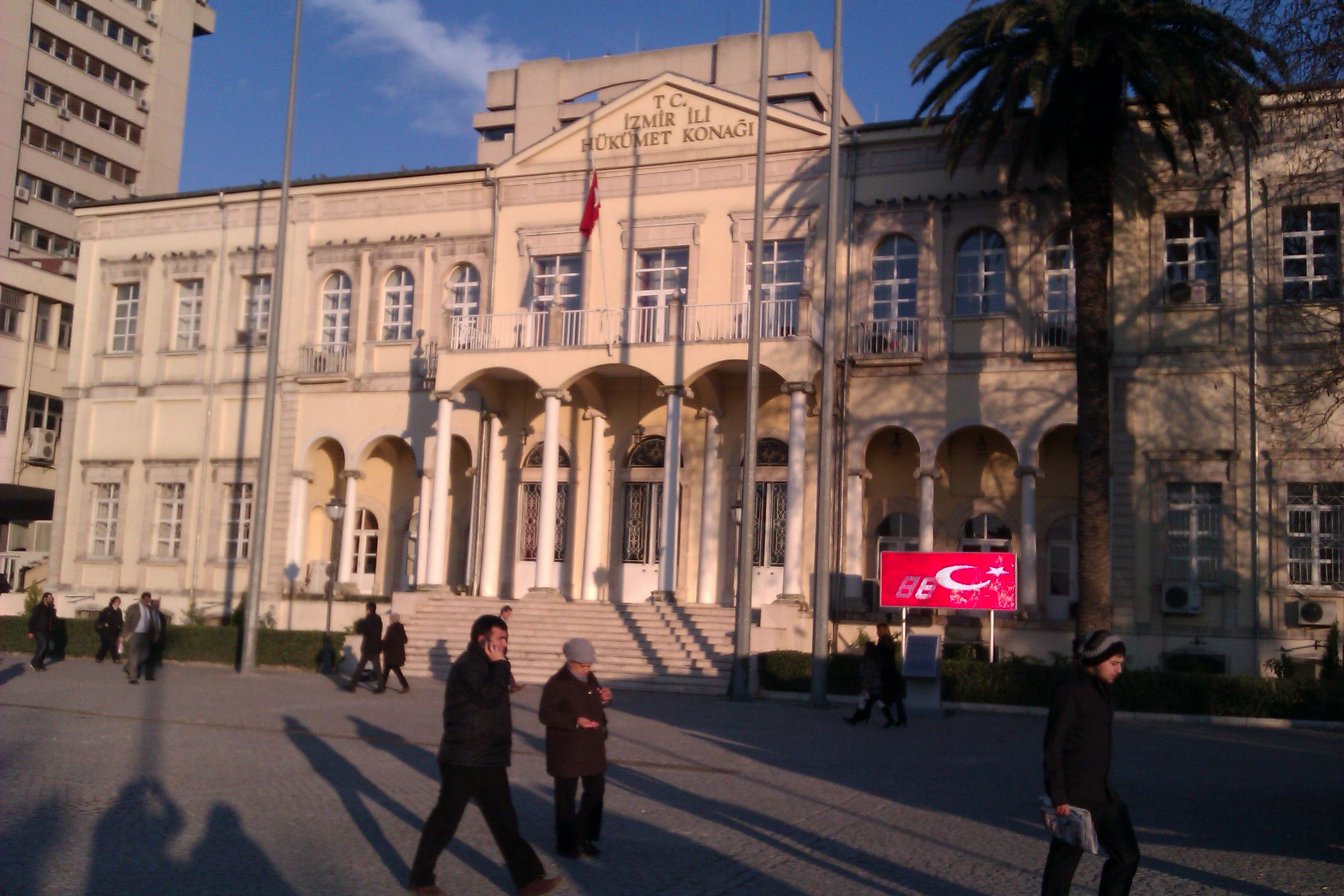
Gouverneursamt von Izmir, errichtet 1867

Smyrna war in der Seldschuken-Zeit und im Osmanischen Reich der wichtigste Handelsplatz Kleinasiens. Im 16. Jahrhundert hatte die Stadt eine überwiegend muslimische Bevölkerung. Das änderte sich im 17. Jahrhundert. Neben den alteingesessenen Griechen und Juden, die nach der Vertreibung der Juden aus Spanien 1492 hierher gelangt waren, kamen ab 1605 vermehrt Armenier nach Smyrna. Die Armenier kontrollierten den Handel mit Waren und Produkten aus Persien bzw. Iran. So wurde iranische Seide über Izmir nach ganz Europa verkauft. Die Armenier hatten in Städten wie Marseille, Livorno und Amsterdam Handelskolonien, die alle Smyrna unterstanden. Mit der Zeit kamen auch Armenier aus Tiflis, Naxçıvan und Culfa in die Stadt. Die Bevölkerungsgruppen bewohnten nach ihrem Millet (Nation) jeweils eigene Stadtviertel. So lebten die muslimischen Türken im alten Stadtzentrum Kadifekale, die Juden in Güzelyalı und İkiçeşmelik, die Armenier im Haynots-Viertel, die Griechen zwischen İtfaiye und Alsancak (Mortakiya) und die restlichen Europäer (Franken oder auch Levantiner) in Bornova, Buca und Seydiköy.
Der Levantehandel und die in der Stadt verkehrenden unterschiedlichen Völkerschaften verliehen der Stadt ein besonderes Flair, von dem auch Mark Twain, der 1867 hier durchkam, angetan war. Smyrna war ein Zentrum des Teppichhandels, siehe Smyrnateppich. Im 17. und 18. Jahrhundert ging von hier mindestens einmal jährlich der Smyrna-Konvoi des niederländischen Levante-Direktoriums ab, ein mitunter von Kriegsschiffen bewachter Geleitzug aus zahlreichen Handelsfahrern.
1828 eröffnete Konstantin Fotinow hier die erste weltliche bulgarische Schule. 1860 eröffnete die Ottoman Railway Company von Izmir ausgehend die erste Eisenbahnstrecke im asiatischen Teil des Osmanischen Reiches. 1863 wurde eine Bahnstrecke nach Afyonkarahisar begonnen; sie wurde 1890 fertig.
Smyrna war Sitz des Generalgouverneurs des Vilâyet Aydın, eines Metropoliten sowie je eines katholischen, griechischen und armenischen Erzbischofs. Der kosmopolitische Charakter zeigte sich Anfang des 20. Jahrhunderts auch im Vorhandensein von 35 Buchverlagen, 30 Casinos, 57 Hotels, 150 Schulen, 81 Apotheken, 15 Krankenhäusern und 269 Kneipen (Meyhane). Es erschienen insgesamt 11 Zeitungen (3 türkische, 3 griechische, 4 französische, 1 spanische) und zwei Magazine (griechisch, armenisch).
Die osmanische Politik gegenüber Smyrna änderte sich 1909 mit der Machtübernahme der Jungtürken und des Komitees für Einheit und Fortschritt. Diese strebten unter anderem eine Türkifizierung der Ägäis und des Handels an und vertrieben über die Jahre hinweg mit unterschiedlichen Methoden und Maßnahmen mehrere hunderttausend Griechen. Diese wanderten entweder nach Griechenland aus oder wurden ins Innere Anatoliens deportiert. Ein Teil der armenischen Bevölkerung wurde im Zuge des Völkermordes 1915 deportiert und getötet.

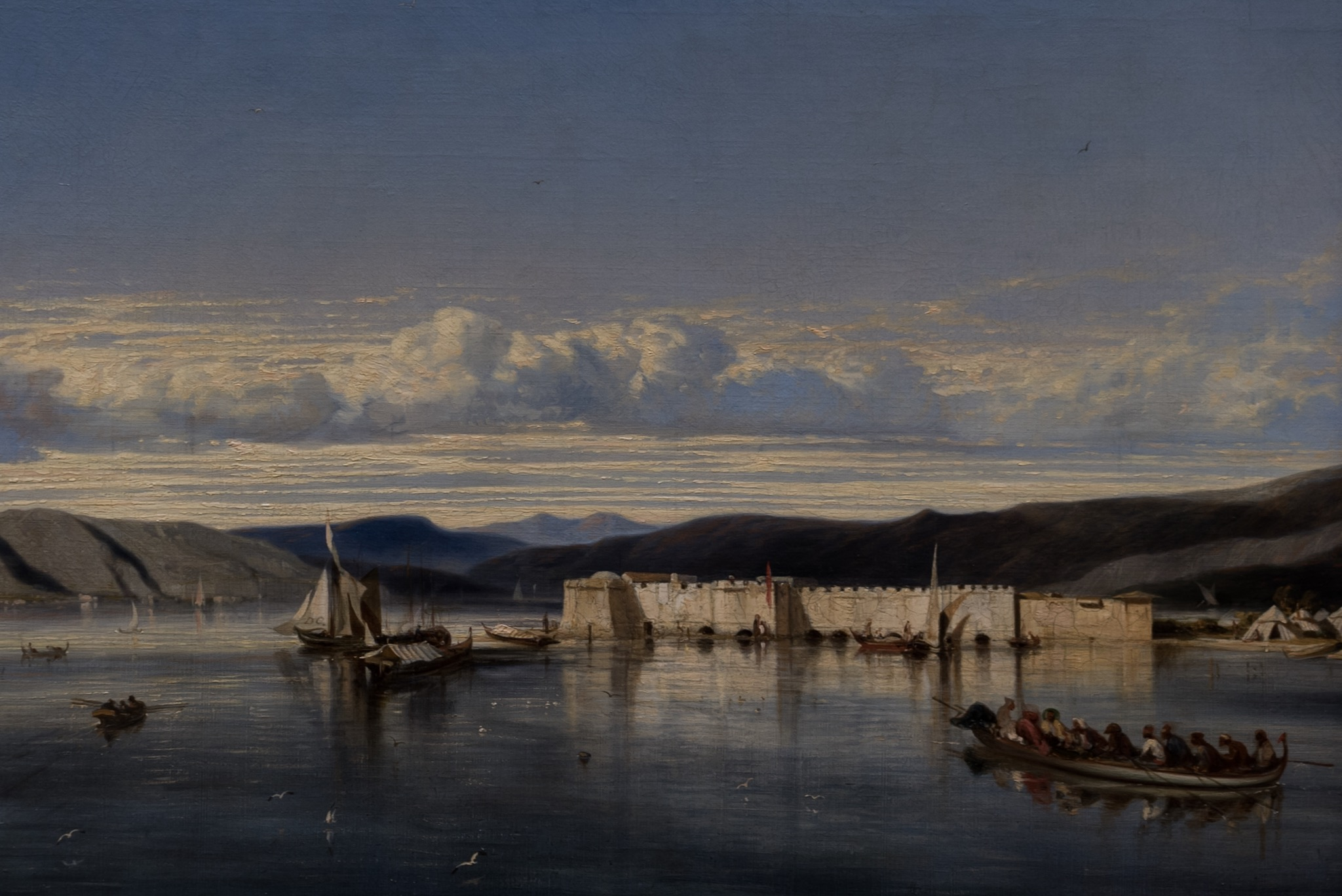
Festung „San Pietro“ wurde vermutlich von den Byzantinern erbaut und 1871 abgerissen (1847)
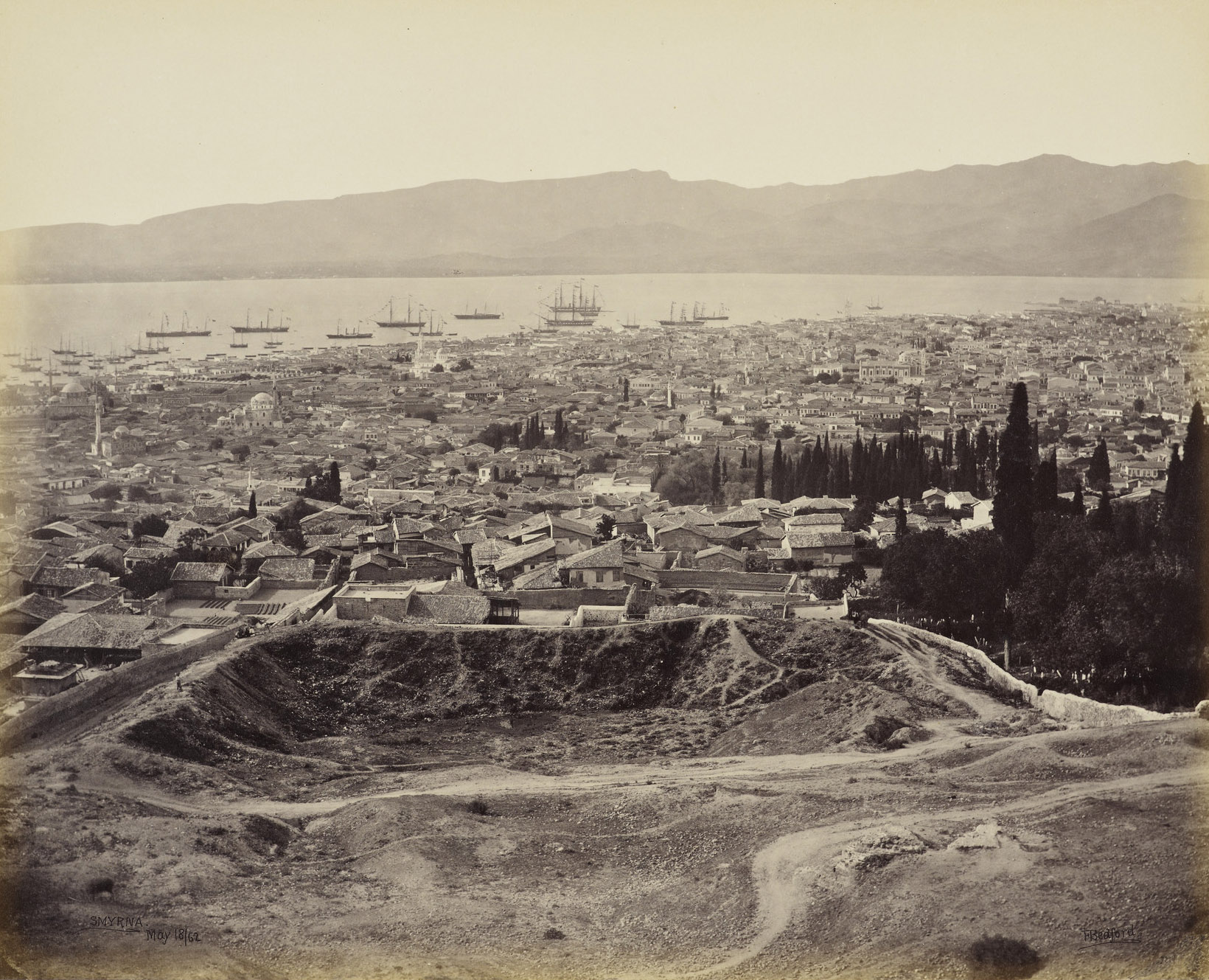
Blick auf Izmir und den Hafen (1862)
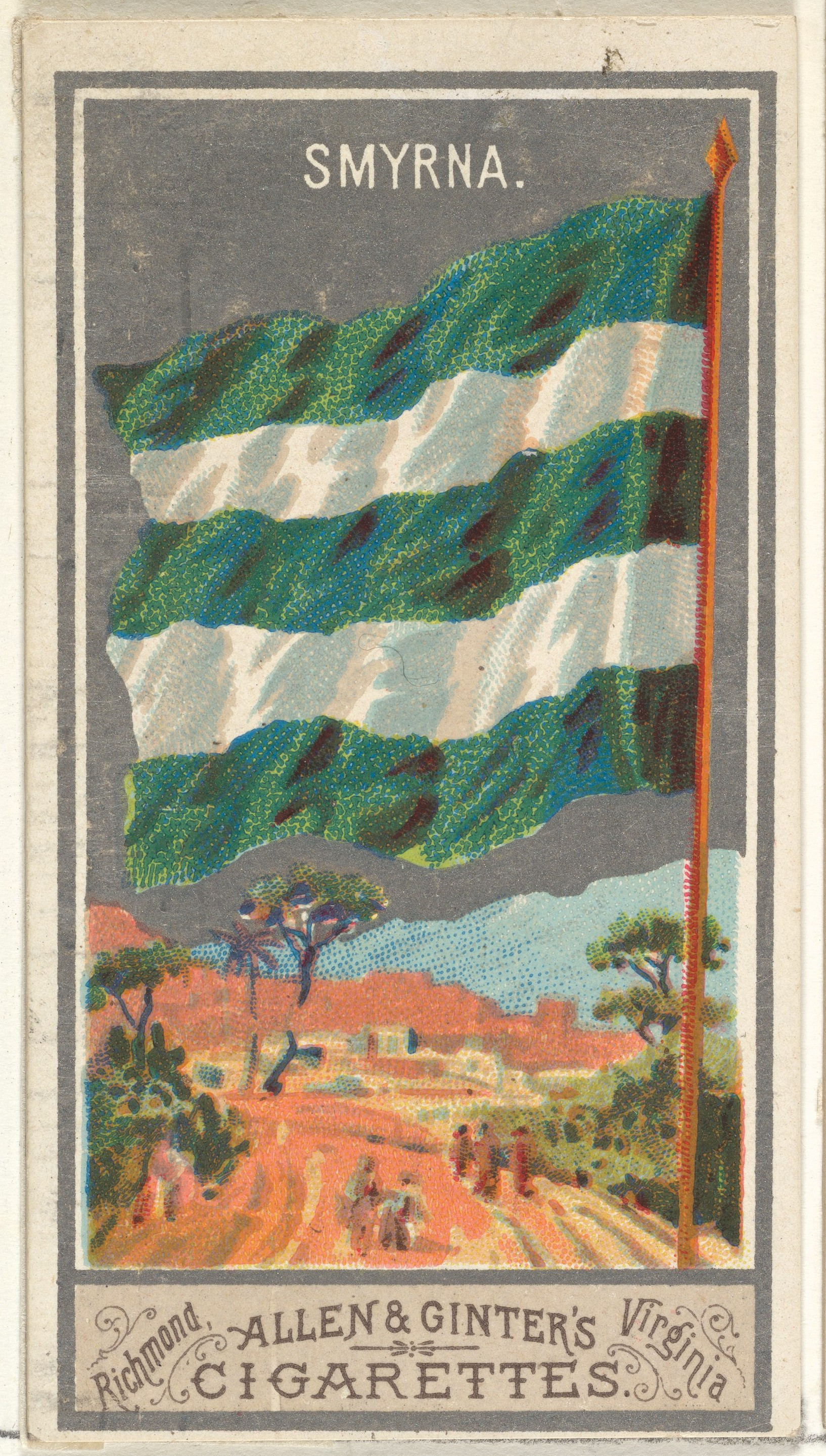
Die vom 17. bis zum 20. Jahrhundert verwendete Handelsflagge von Izmir, abgebildet auf einem Zigarettenbild (1887)

### Massaker 1919 und 1922

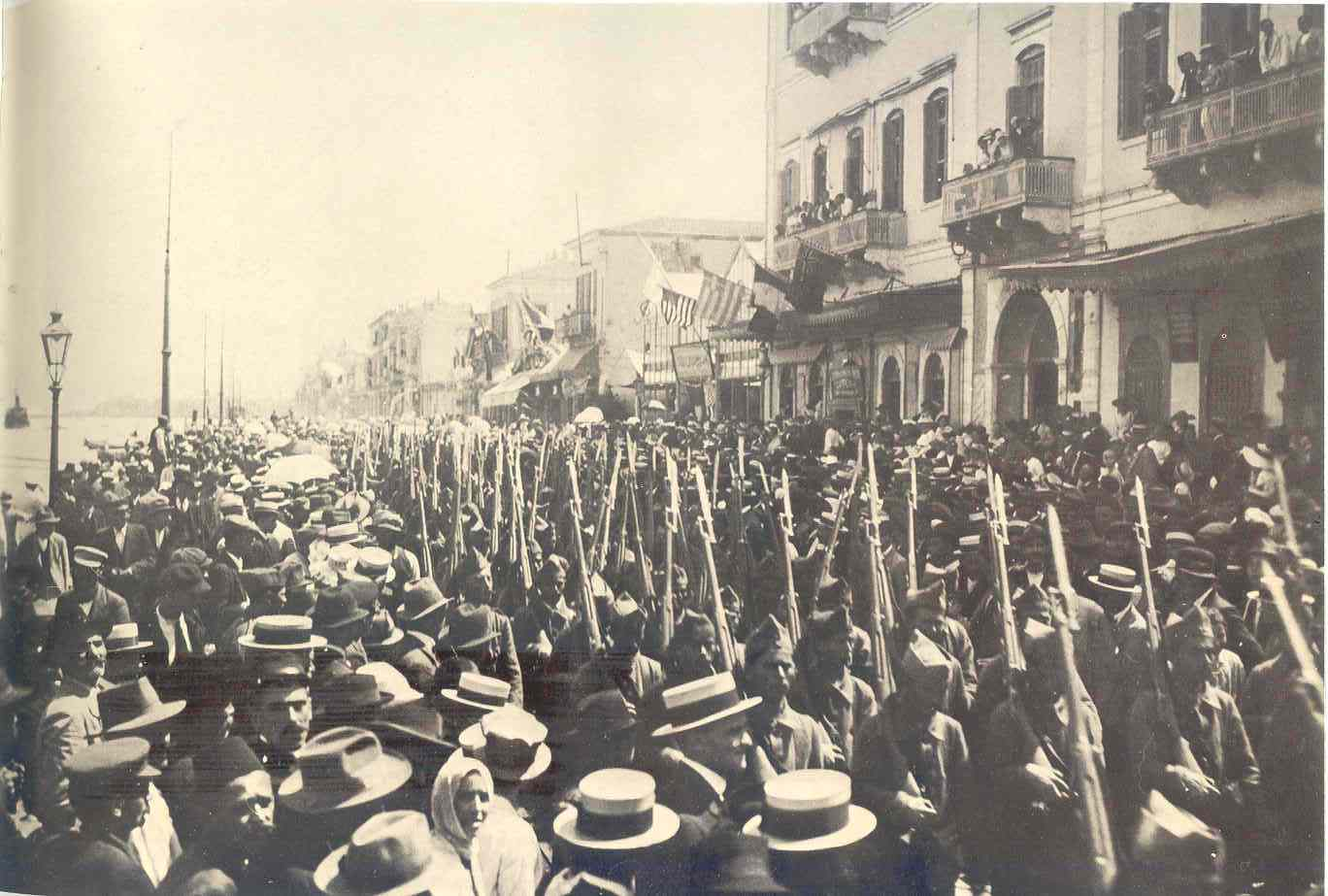
Griechische Truppen in Smyrna, 2. Mai 1919

Die Stadt Smyrna war kurz vor dem Ausbruch des Krieges zur Hälfte von Muslimen und zu 40 % von Griechen bewohnt. Die Levantiner und Armenier bildeten mit 6 % bzw. 4 % kleinere Gruppierungen.
Am 15. Mai 1919 besetzten griechische Truppen nach der osmanischen Niederlage im Ersten Weltkrieg die Stadt und stießen von hier aus weiter nach Anatolien vor. Der Anteil der griechischen Bevölkerung stieg rasant an. Unmittelbar nach Beginn der Invasion wurden türkische und andere muslimische Zivilisten der Region durch die griechischen Truppen umgebracht. Allein am ersten Tag der Invasion wurden etwa 1.000 Zivilisten getötet. Auf Drängen der osmanischen Regierung reiste eine Untersuchungskommission der Pariser Verhandlungsdelegationen ein, die später Griechenland für schuldig befand. Im folgenden Jahr wurde die Stadt im Vertrag von Sèvres Griechenland zugesprochen, aber im Zuge der griechischen Niederlage im Griechisch-Türkischen Krieg („Kleinasiatische Katastrophe“) am 9. September 1922 von den Türken zurückerobert. Am 13. September 1922 brach im Armenierviertel ein Feuer aus (Brand von Izmir), das sich rasch über die Viertel der Griechen und Ausländer („Franken“) ausbreitete und einen großen Teil der Stadt vernichtete. Bei den damit einhergehenden Auseinandersetzungen wurden mindestens 25.000 meist griechische und armenische Zivilisten getötet und etwa 200.000 vertrieben (vergleiche hierzu beispielsweise die Augenzeugenberichte des armenischen Arztes Garabed Hatscherian, des amerikanischen Diplomaten George Horton oder des Franzosen René Puaux). Ein Teil der griechischen Bevölkerung wurde noch von den Engländern aus der Stadt evakuiert, die meisten verbliebenen Zivilisten, darunter auch der orthodoxe Erzbischof Chrysostomos Kalafatis, fielen anschließenden Gewalthandlungen zum Opfer. Viele der Griechen emigrierten nach Athen, wo heute noch der Stadtteil Nea Smyrni („Neu-Smyrna“) an ihre Herkunft erinnert. Die 1733 gegründete Evangelische Schule von Smyrna brannte ab. Auch die St.-Stepanos-Kirche wurde zerstört.
Im Vertrag von Lausanne wurden Izmir und die gesamte Westküste Kleinasiens 1922 der Türkei zugesprochen.

## Sepečides-Roma
Aufgrund des Bevölkerungsaustausches zwischen Griechenland und der Türkei mussten die Sepečides (Korbflechter), Xoraxane-Roma, Saloniki und Umgebung wegen ihres muslimischen Glaubens verlassen. Die Mehrheit von ihnen ließ sich in Izmir nieder. Über diese Gruppe sowie deren Romani-Dialekt wurden mehrere Bücher geschrieben und Tonbandaufnahmen angefertigt. Somit stellen die Sepečides international die wohl am besten dokumentierte Gruppe der Roma in der Türkei dar.

## Modernes Izmir

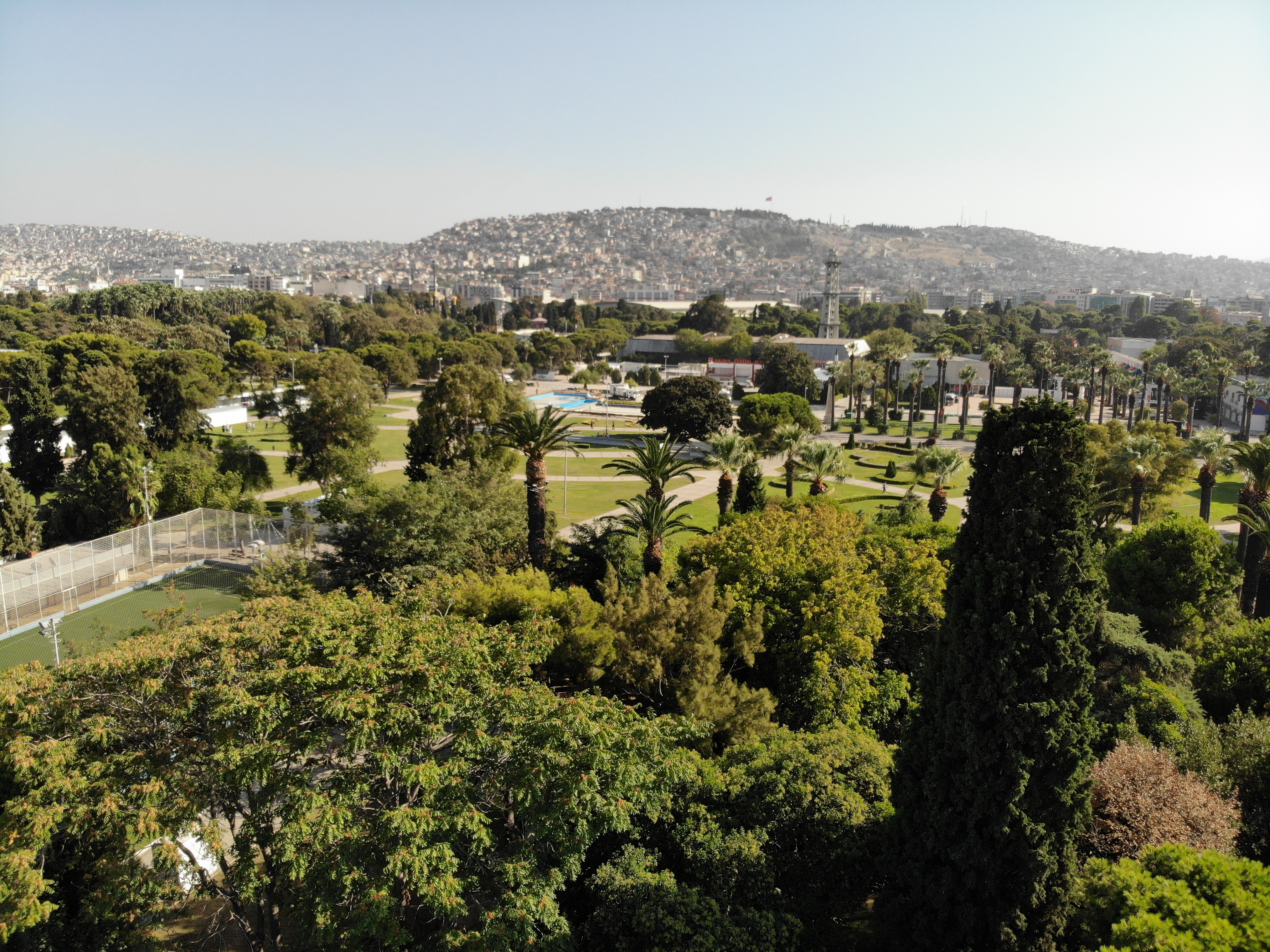
Blick auf den Kültürpark

Auf einem Teil der zerstörten Stadtteile wurde der Kulturpark mit dem Messegelände (mit 420.000 m² Grundfläche) errichtet.
Das Stadtzentrum mit der Gemeindeverwaltung (Belediye) und dem Sitz des Provinzgouverneurs (Valilik) befindet sich in Konak. Im benachbarten Alsancak befindet sich das Geschäfts- und Einkaufszentrum, Karşıyaka, Bornova, Hatay, Buca und Göztepe sind die größten Wohngebiete.
Die Provinz beherbergt 4,6 % der landesweiten Landwirtschaft und 9 % der gesamten Industrie. Die Ökonomie basiert auf 30,5 % Industrie, 22,9 % Handel, 13,5 % Transportgewerbe und Telekommunikation und 7,8 % Landwirtschaft. Die wichtigsten Exportgüter der Stadt sind Erdölprodukte und Chemikalien, Metall, Textilien, Autos, Lebensmittel (Feigen, Trauben, Oliven und Olivenöl), Bier der Marken Efes und Tuborg, Tabak und Wolle.
Die meisten Unterhaltungs- und Einkaufskomplexe sind in Konak, Karşıyaka und Bornova, wobei die Industrie in Bornova, Çiğli und Gaziemir konzentriert ist. Im nordöstlichen Teil von Izmir erstreckt sich der etwa 46 Hektar große Kulturpark mit Zoologischem Garten, Freilufttheater und Messegelände.
Seit Ende der 1980er und Anfang der 1990er Jahre lebt in Izmir die Mehrheit der damals vertriebenen Bulgarien-Türken (Bulgaristan Türkleri).
In der Stadt befinden sich heute vier Universitäten und eine Technische Hochschule/Universität.
Als Wahrzeichen der Stadt gelten der Saat Kulesi (Uhrturm) auf dem Konak-Platz und das Atatürk-Denkmal auf dem Platz der Republik (Cumhuriyet-Platz).
Im Volksmund wird die Stadt auch „Gâvur İzmir“ genannt, was „Ungläubiges Izmir“ bedeutet. Der Ausdruck geht bis ins 15. Jh. zurück. Heutzutage wird der Ausdruck teils ironisch, teils pejorativ gegen die dortige – im Gegensatz zum konservativen Inneranatolien – dominierende säkulare weltoffene Bevölkerung Izmirs gebraucht.
Mit zunehmend restriktiver, religiös-konservativer Politik verzeichnet Izmir in jüngster Zeit einen starken Zuzug liberal eingestellter Türken, so dass sich der Charakter der Stadt als Hochburg und Rückzugsgebiet des Liberalismus verfestigt.
Am 26. April 2022 erhielt die Stadt den Europapreis des Europarates für ihre herausragenden Bemühungen um den europäischen Integrationsgedanken.

## Verkehr

### Straßenverkehr
Die neue Teilring-Autobahn Otoyol 30 (O30) entlastet die städtischen Straßen, jedoch konnte sie das in den letzten Jahren ständig gestiegene Verkehrsaufkommen nicht kompensieren.

### Metro

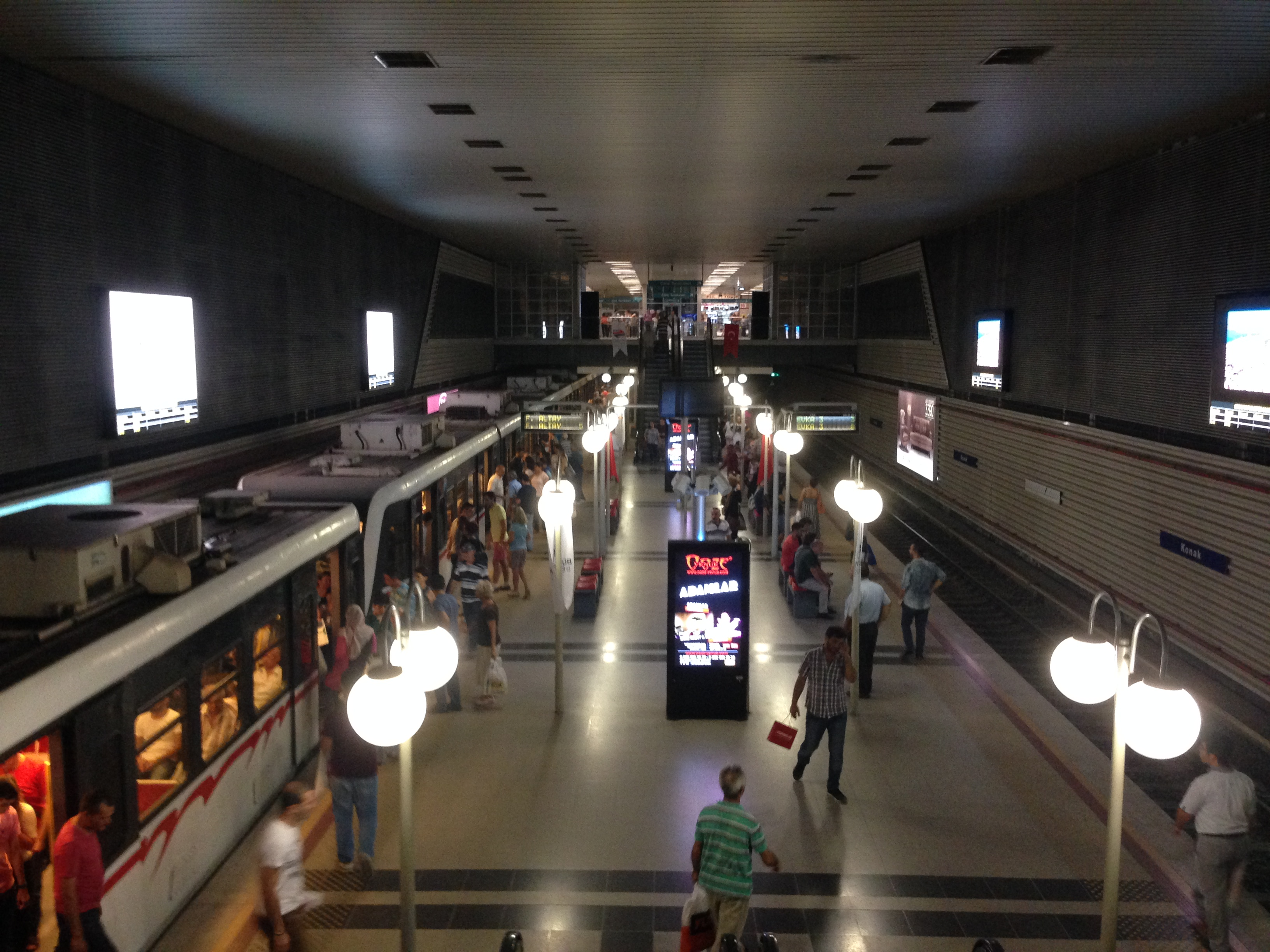
U-Bahnhaltestelle Konak

Die Metro von İzmir besteht derzeit noch aus nur einer Linie. Diese ist 27 km lang und hat 24 Stationen. Die Linie beginnt in Narlıdere Kaymakamlık im Narlıdere im südlichen Teil der Metropolregion und verläuft in nordöstlicher Richtung bis zur Evka-3 in Bornova. Die Fahrt auf der Strecke, die unterirdisch, auf einem Viadukt und im Einschnitt verläuft, dauert etwa 45 Minuten. Die Bahnsteige sind 125 Meter lang, an ihnen halten 3-Wagen-Züge.

### S-Bahn
Am 30. August 2010 wurde ein S-Bahn-System unter der Bezeichnung İZBAN in Betrieb genommen. Die S-Bahn Linie ist 136 km lang.
Eines der beliebtesten Transportmittel der Menschen in der Region ist der Regionalzug. Die am häufigsten genutzte Zugstrecke ist die Regionalbahnlinie zwischen dem Bahnhof Izmir Basmane und der Provinz Denizli. Auf dieser Linie verkehren täglich 6 Züge.
Auch hier verkehren täglich 7 Züge zwischen dem Bahnhof Izmir Basmane und dem Bahnhof Ödemiş. Es gibt auch 3 Züge pro Tag zwischen der Provinz Izmir und der Provinz Manisa. Eine weitere wichtige Bahnlinie ist die Bahnlinie zwischen dem Bahnhof Izmir Basmane und der Provinz Uşak mit zwei Zügen pro Tag zwischen Izmir und Uşak.

### Straßenbahn

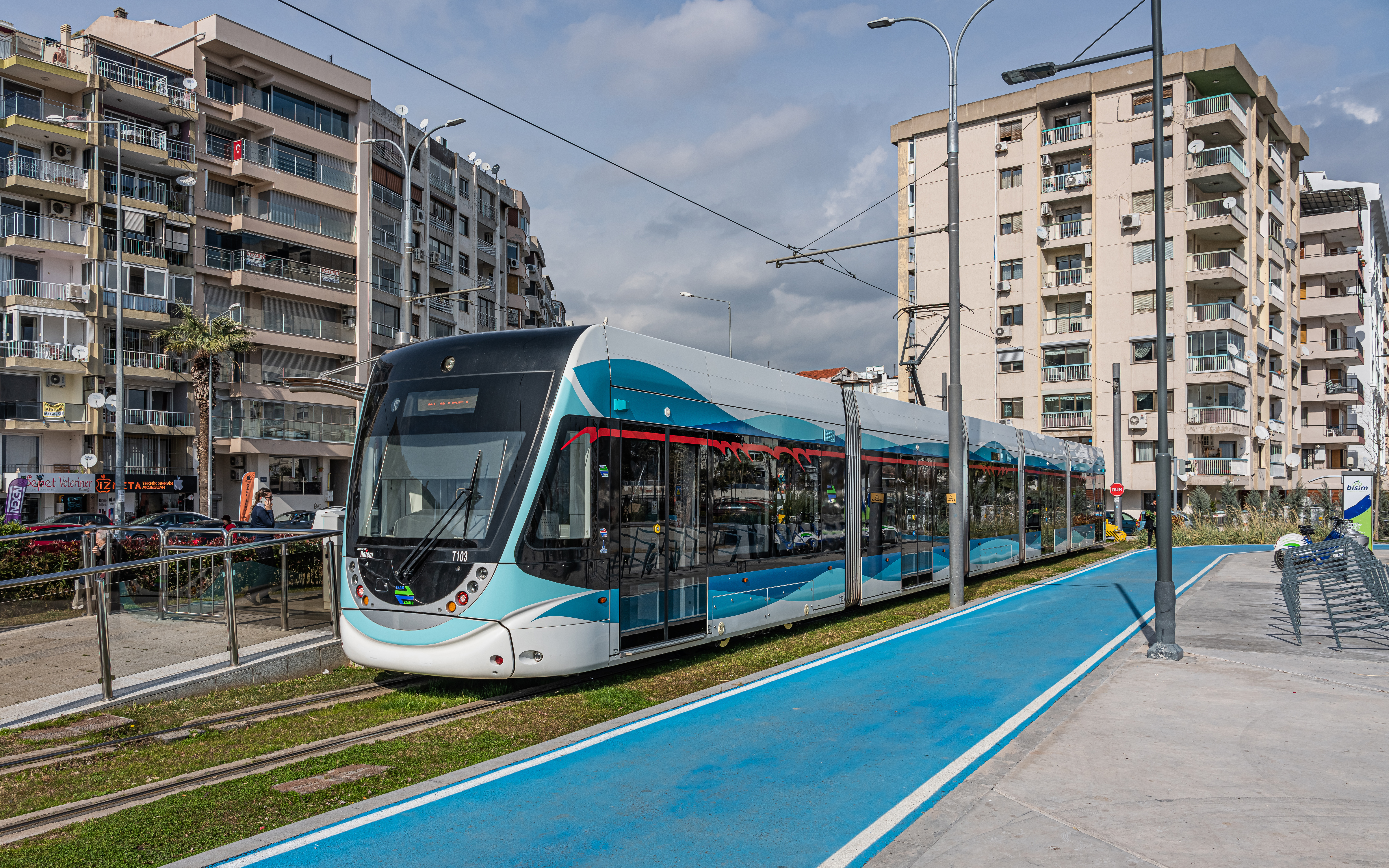
Straßenbahn in Alaybey

Es gibt zwei Straßenbahnnetze in Izmir:
1. Das 8,8 km lange Karşıyaka Netz ging am 11. April 2017 in Betrieb.[28]
2. Das 12,8 km lange Konak-Netz ging am 24. März 2018 in Betrieb.[28]
3. Das 12 km lange Çiğli-Netz ging am 27. Januar 2024 in Betrieb.[28]

Auf diesen beiden Netzen kommen fünfteilige Niederflurtriebzüge zum Einsatz. Sie wurden geliefert von Eurotem, einem Joint-Venture-Unternehmen von Hyundai Rotem und Tüvasaş.
Eine Strecke von Bostanlı İskele zur Örnekköy ist in Planung.

### Schienen-Fernverkehr
Im Fernverkehr bestehen Verbindungen über die Bahnstrecke Izmir–Afyonkarahisar mit dem modernen Nachtschnellzug Konya Mavi nach Konya sowie Tagverbindungen nach Bandırma, wo Anschluss mit einer Hochgeschwindigkeitsfähre nach Istanbul besteht. Der Anschluss Izmirs an das Netz der Schnellfahrstrecken der türkischen Staatsbahn (TCDD) in Richtung Ankara ist geplant. Ende November 2018 wurde bekanntgegeben, dass die 624 km lange Hochgeschwindigkeitsstrecke Ankara-Izmir bis zum ersten Halbjahr 2021 in Betrieb gehen soll.

### Hafen
Izmir besitzt den zweitgrößten Hafen der Türkei. Von dort verkehren zahlreiche Auto- und Personenfähren. Der Hafen diente außerdem zur Zeit des Kalten Krieges als größte NATO-Marinebasis der Türkei. In Izmir befindet sich das Hauptquartier der türkischen Marine.

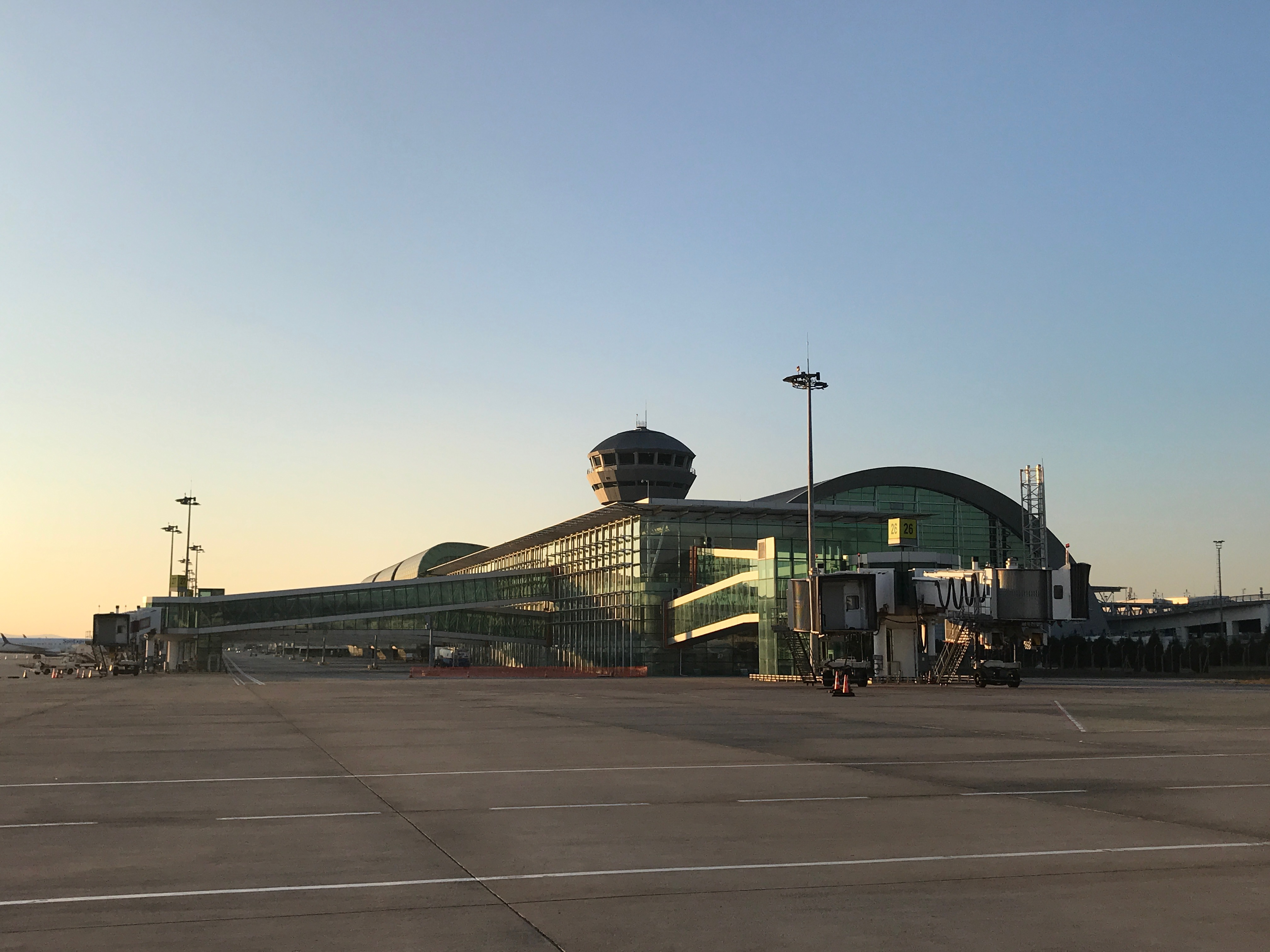
Flughafen Izmir-Adnan Menderes im Stadtteil Gaziemir

### Flughafen
Der Adnan-Menderes-Flughafen befindet sich 18 Kilometer außerhalb der Stadt. 2006 wurde ein neues internationales Terminal fertiggestellt. Im gleichen Jahr nahm die IzAir, eine private Fluggesellschaft, ihren Betrieb auf. Der Flughafen Izmir ist ihr Heimatflughafen.

## Bildungseinrichtungen
- Ege Üniversitesi (Ägäis-Universität)
- Dokuz Eylül Üniversitesi (Universität des 9. September)
- İzmir Yüksek Teknoloji Enstitüsü (Institut für Technologie Izmir)
- Wirtschaftsuniversität Izmir (İzmir Ekonomi Üniversitesi)
- Yaşar-Universität (Yaşar Üniversitesi)
- Rüştü-Ünsal-Polizei-Akademie (Polis Meslek Yüksek Okulu)
- Ionische Universität von Smyrna (1919–1922; nicht mehr existent)
- Deutsche Schule Izmir
- Evangelische Schule von Smyrna
- Özel İzmir Amerikan Koleji

## Politik

### Stadtrat
| Partei / Liste                     | Wahl 2019     | Wahl 2019                                                         |
| Partei / Liste                     | Stimmenanteil | Sitze                                                             |
| ---------------------------------- | ------------- | ----------------------------------------------------------------- |
| Bündnis der Nation (CHP-IYI)       | 54,5 %        | Volksallianz 54 AKP 47 MHP 7 Bündnis der Nation 122 CHP 115 İYİ 7 |
| Volksallianz (AKP-MHP)             | 38,2 %        | Volksallianz 54 AKP 47 MHP 7 Bündnis der Nation 122 CHP 115 İYİ 7 |
| Halkların Demokratik Partisi (HDP) | 2,5 %         | Volksallianz 54 AKP 47 MHP 7 Bündnis der Nation 122 CHP 115 İYİ 7 |
| Saadet Partisi (SAADET)            | 1,4 %         | Volksallianz 54 AKP 47 MHP 7 Bündnis der Nation 122 CHP 115 İYİ 7 |
| Demokratik Sol Parti (DSP)         | 1,3 %         | Volksallianz 54 AKP 47 MHP 7 Bündnis der Nation 122 CHP 115 İYİ 7 |

## Klima
Izmir hat mediterranes Klima mit trockenen, heißen Sommern und regenreichen, milden Wintern. Relativ hohe Temperaturen bestimmen die Sommermonate. Regen fällt zwischen Mai und September in Ausnahmefällen. In der Regel sind kühles Wetter und Regen im Oktober zu erwarten. Das Frühjahr und der Herbst sind angenehm temperiert und daher die besten Zeiten, der Stadt einen Besuch abzustatten. Schnee und Bodenfrost sind im Winter keine Seltenheit.
|                        | Jan   | Feb   | Mär  | Apr  | Mai  | Jun  | Jul  | Aug  | Sep  | Okt  | Nov  | Dez   |   |       |
| Mittl. Temperatur (°C) | 9,0   | 9,9   | 12,4 | 16,2 | 21,1 | 26,0 | 28,6 | 28,5 | 24,1 | 19,5 | 14,4 | 10,5  | ⌀ | 18,4  |
| Mittl. Tagesmax. (°C)  | 12,7  | 14,0  | 17,2 | 21,3 | 26,5 | 31,3 | 33,8 | 33,6 | 29,5 | 24,6 | 18,8 | 14,0  | ⌀ | 23,2  |
| Mittl. Tagesmin. (°C)  | 6,0   | 6,6   | 8,6  | 11,8 | 16,2 | 20,9 | 23,5 | 23,7 | 19,5 | 15,4 | 10,9 | 7,7   | ⌀ | 14,3  |
|                        |       |       |      |      |      |      |      |      |      |      |      |       |   |       |
| Niederschlag (mm)      | 127,5 | 107,2 | 77,8 | 50,1 | 32,9 | 14,4 | 3,0  | 6,7  | 23,5 | 56,5 | 99,6 | 131,3 | Σ | 730,5 |
|                        |       |       |      |      |      |      |      |      |      |      |      |       |   |       |
| Sonnenstunden (h/d)    | 4,5   | 5,2   | 6,6  | 7,8  | 9,7  | 11,5 | 12,3 | 11,6 | 9,7  | 7,6  | 5,7  | 4,2   | ⌀ | 8     |
|                        |       |       |      |      |      |      |      |      |      |      |      |       |   |       |
| Regentage (d)          | 10,7  | 10,7  | 9,1  | 7,6  | 5,9  | 2,4  | 0,3  | 0,6  | 2,4  | 5,5  | 8,4  | 12,0  | Σ | 75,6  |
|                        |       |       |      |      |      |      |      |      |      |      |      |       |   |       |
| Wassertemperatur (°C)  | 15    | 13    | 14   | 15   | 18   | 21   | 23   | 23   | 22   | 20   | 17   | 16    | ⌀ | 18,1  |
|                        |       |       |      |      |      |      |      |      |      |      |      |       |   |       |
| Luftfeuchtigkeit (%)   | 72    | 69    | 65   | 63   | 60   | 52   | 49   | 49   | 55   | 64   | 70   | 72    | ⌀ | 61,6  |

| 6,0 |

| 6,6 |

| 8,6 |

| 11,8 |

| 16,2 |

| 20,9 |

| 23,5 |

| 23,7 |

| 19,5 |

| 15,4 |

| 10,9 |

| 7,7 |

| 6,0 |

| 6,6 |

| 8,6 |

| 11,8 |

| 16,2 |

| 20,9 |

| 23,5 |

| 23,7 |

| 19,5 |

| 15,4 |

| 10,9 |

| 7,7 |

## Geologie
Izmir und die Region ist wie die gesamte Türkei erdbebengefährdet. Das Ost-Smyrna-Erdbeben 1653 forderte 2.500 Todesopfer, das Erdbeben 1688 16.000 Tote. Immer wieder kam es zu Erdbeben, die hohe Werte auf der Richterskala erreichten. Zuletzt ereigneten sich am 30. Oktober 2020 ein Beben mit der Stärke von 7,0 MW, bei dem Menschen ums Leben kamen und hohe Sachschäden entstanden.

## Sport
Die beliebteste Sportart in Izmir ist der Fußball. Die erfolgreichsten Mannschaften sind: Altay, Göztepe, Karşıyaka, İzmirspor, Altınordu und Bucaspor.
Die Fußballvereine Izmirs sind in der Ultraszene über die Grenzen der Türkei hinweg bekannt. Nicht jedoch für ihre sportlichen Erfolge, sondern wegen der Stadtderbys zwischen Karşıyaka SK und Göztepe GK, die, oft begleitet von gewalttätigen Auseinandersetzungen, Teil einer langen Rivalität zwischen den Vereinen sind.
Sportliche Einrichtungen
- İzmir Atatürk Spor Salonu
- Alsancak Mustafa Denizli Stadyumu
- Atatürk-Stadion
- Bostanlı Spor Tesisleri
- Buca Arena
- Buca Hasanağa Bahçesi
- Evka-4 Spor Tesisleri
- Gürsel Aksel Stadyumu
- İnciraltı Spor Tesisleri
- İzmir Büyükşehir Belediyesi Celal Atik Spor Salonu
- İzmir Olimpik Buz Pateni

Internationale Sport Events
- 1971: Mittelmeerspiele
- 2005: Sommer-Universiade 2005
- 2005: Eurobasket 2005 Frauen
- 2006: European Senioren Fechten
- 2006: U20-Basketball-Europameisterschaft
- 2007: Weltmeisterschaft Bogen Halle

## Tourismus
Neben den zahlreichen historischen Stätten besitzt Izmir in der näheren Umgebung die berühmten Badeorte Çeşme und Kuşadası, welche mittlerweile bequem per Autobahn zu erreichen sind.
Ebenfalls besteht die Möglichkeit für Kurzausflüge zu griechischen Inseln wie Samos und Chios. Türkische Staatsbürger benötigen hierfür keine EU-Visa, für kurzzeitige Aufenthalte stellen die griechischen Behörden Touristenvisa aus.
Im Bazar von „Kemeraltı“ finden Touristen nicht nur orientalische Kuriositäten, sondern auch jede Menge Goldschmuck.

## Sehenswürdigkeiten
- die Agora
- Kadifekale
- Kemeraltı Bazaar und Hisar-Moschee
- Balçova Thermalbäder
- Belkahve
- Asansör
- Teleferik (Seilbahn) und Sperrtalsee
- Kültürpark (Messegelände)
- Izmir Atatürk-Museum

In der weiteren Umgebung befinden sich folgende bedeutende Ruinenstätten und Naturschönheiten:
- Ephesos
- Klazomenai bei Urla
- Haus der Mutter Maria, das angeblich letzte Wohn- und Sterbehaus Marias bei Ephesos
- Pergamon (Bergama)
- Phokaia (Foça)
- Teos
- Klaros
- Felsrelief von Karabel
- Çamaltı, Vogelparadies
- Erythrai
- Karagöl am Gipfel des Bergs Yamanlar (810 m)
- Metropolis in Ionien
- Bet-Israel-Synagoge
- Römisch-katholische St.-Johannes-Kathedrale (1863–1874)
- Anglikanische St.-Johann-Kirche (1898–1899)

## Persönlichkeiten
Folgende bekannte Personen wurden in chronologischer Reihenfolge in Izmir bzw. Smyrna geboren:
- möglicherweise Homer, im 8. Jahrhundert v. Chr.
- Lucius Cestius Pius (* um 49 v. Chr.), Rhetoriklehrer in Rom
- Theon von Smyrna († nach 132), Philosoph, Mathematiker und Astronom
- Polykarp von Smyrna († um 155), war im 2. Jahrhundert Bischof von Smyrna (Izmir)
- Schabbtai Zvi (1626–1676), Religionsgelehrter und selbsterklärter Messias
- Adamantios Korais (1748–1833), Gelehrter und Schriftsteller
- Boghos Bey Yusufian (1775–1844), ägyptischer Minister armenischer Herkunft
- James Justinian Morier (1780–1848), britischer Diplomat, Reisender und Schriftsteller
- Alphons von Cramer (1834–1884), österreichischer Maler der Düsseldorfer Schule
- Timotheos Xanthopoulos (1864–1942), griechischer Pianist, Komponist und Musikpädagoge
- Theodor Axenfeld (1867–1930), deutscher Augenarzt und Hochschullehrer
- Manolis Kalomiris (1883–1962), Komponist
- Philipp Meyer (1883–1963), deutscher lutherischer Theologe und Kirchenhistoriker
- İsmet İnönü (1884–1973), Politiker (CHP), Ministerpräsident und zweiter Präsident der Republik Türkei
- Ishak Algazi (1889–1950), Komponist und Interpret türkisch-klassischer und sefardischer Musik
- Raphael Demos (1892–1968), griechisch-US-amerikanischer Philosoph und Philosophiehistoriker
- Jean Varda (1893–1971), türkisch-US-amerikanischer Maler und Collagekünstler
- Mustafa Necati (1894–1929), Politiker
- Latife Uşşaki (1899–1975), Ehefrau von Mustafa Kemal Atatürk
- Antoine Marc Gaudin (1900–1974), französisch-amerikanischer Ingenieur
- Giorgos Seferis (1900–1971), Schriftsteller und Literaturnobelpreisträger
- Aristoteles Onassis (1906–1975), Reeder
- Alec Issigonis (1906–1988), Autodesigner
- Ahmed Adnan Saygun (1907–1991), Komponist, Musiker und Musikwissenschaftler
- Elena Nikolaidi (1909–2002), griechisch-amerikanische Opern- und Konzertsängerin
- Nejat Eczacıbaşı (1913–1993), Pharmaunternehmer und Kunstförderer
- Bahadır Alkım (1915–1981), Archäologe
- Samuel Sinai (1915–2003), Maler
- Yakovos Bilek (1917–2005), Basketballtrainer
- Cemil Erlertürk (1918–1970), Fußballspieler
- Dario Moreno (1921–1968), Schauspieler und Sänger
- Muharrem Candaş (1921–2009), Ringer
- Jean Balladur (1924–2002), Architekt
- Dilhan Eryurt (1926–2012), Astrophysikerin
- Reşat Karakuyu (* 1928), Autor
- Édouard Balladur (* 1929), Politiker, französischer Staats- und Premierminister
- Magali Noël (1932–2015), Schauspielerin und Sängerin
- Nimet Öktem (1934–2017), Parasitologin
- Alparslan Yenal (* 1935), Politikwissenschaftler
- Metin Oktay (1936–1991), Fußballspieler
- Güven Bakır (1939–2018), Archäologe
- Ergüder Yoldaş (1939–2016), Komponist und Musiker
- Erman Okay (* 1940), Film-, Fernseh- und Theaterschaffender
- Yüksel Pazarkaya (* 1940), Schriftsteller
- Itzhak Bars (* 1943), amerikanischer Physiker
- Hüsnü Özyeğin (* 1944), Bankier
- Murat Ses (* 1946), Musiker
- Halil Berktay (* 1947), Geschichtsprofessor
- Kayahan Açar (1949–2015), Sänger, Komponist und Liedtexter
- Piraye Uzun (* 1949), Schauspielerin und Model
- Ersin Doğer (* 1951), Archäologe
- Alev Tekinay (* 1951), Linguistin und Schriftstellerin
- Haluk Bilginer (* 1954), Theater- und Filmschauspieler
- Nazan Öncel (* 1956), Sängerin
- Maria Rita Epik (* 1958), Musikerin
- Ismail Tipi (1959–2023), deutscher Politiker und hessischer Landtagsabgeordneter
- Nazan Ayas (* 1960), Schauspielerin
- Emel Müftüoğlu (* 1961), Sängerin
- Semih Kaplanoğlu (* 1963), Filmregisseur, Drehbuchautor und Filmproduzent
- Bensu Orhunöz (* 1965), Schauspielerin
- Yıldız Tilbe (* 1966), Musikerin und Popsängerin
- Ayhan Salar (* 1967), Regisseur und Kameramann
- Meltem Cumbul (* 1969), Schauspielerin
- Erkut Kızılırmak (* 1969), Autorennfahrer
- Tevfik Bulut (* 1970), Fußballspieler und -trainer
- Cüneyt Mete (* 1970), Schauspieler
- Yalçın Koşukavak (* 1972), Fußballspieler und -trainer
- Selda Özbek (* 1972), Schauspielerin
- Alpay Özalan (* 1973), Fußballspieler
- Bekir Pakdemirli (* 1973), Politiker und Ökonom
- Şehrîbana Kurdî (* 1973), kurdische Sängerin
- Ece Temelkuran (* 1973), Journalistin und Autorin
- Burcu Güneş (* 1975), Sängerin
- Fuat Tuaç (1975), Jazzmusiker
- Niran Ünsal (* 1976), Popmusikerin
- Ebru Destan (* 1977), Sängerin und Schauspielerin
- Evrim Alasya (* 1979), Schauspielerin
- Bengü (* 1979), Sängerin
- Tuğba Özerk (* 1980), Sängerin
- Petek Dinçöz (* 1980), Sängerin und Schauspielerin
- Necati Ateş (* 1980), Fußballspieler
- Cüneyt Dumlupınar (* 1980), Fußballspieler
- Recep Biler (* 1981), Fußballspieler
- Dilek Serbest (* 1981), Schauspielerin
- Ayhan Tuna Üzümcü (* 1982), Fußballspieler
- Ebru Polat (* 1983), Sängerin
- Murat Dalkılıç (* 1983), Sänger
- Semih Şentürk (* 1983), Fußballspieler
- İbrahim Akın (* 1984), Fußballspieler
- Yasin Avcı (* 1984), Fußballspieler
- Gupse Özay (* 1984), Schauspielerin, Regisseurin und Drehbuchautorin
- Elif Turan (* 1984), Musikerin und Popsängerin
- Emre Kaya (* 1985), Sänger
- Yekta Kurtuluş (* 1985), Fußballspieler
- Mehmet Batdal (* 1986), Fußballspieler
- Halil Umut Meler (* 1986), Fußballschiedsrichter
- Derya Uluğ (* 1986), Sängerin
- Can Bonomo (* 1987), Sänger
- Cem Belevi (* 1987), Sänger und Schauspieler
- Funda Kılıç (* 1988), Sängerin
- Cenk Gönen (* 1988), Fußballspieler
- Dilara Büyükbayraktar (* 1989), Schauspielerin
- Emre Can (* 1990), Schachspieler
- İsmail Haktan Odabaşı (* 1991), Fußballspieler
- Hande Ünsal (* 1992), Sängerin
- Emel Şanlı-Kırçın (* 1993), Leichtathletin
- Lil Zey (* 1994), Rapperin
- Özkan Baltacı (* 1994), Leichtathlet
- Irmak Arıcı (* 1995), Popmusikerin
- Bengisu Avcı (* 1996), Schwimmerin
- Çağlar Söyüncü (* 1996), Fußballspieler
- Deniz Tekin (* 1997), Sängerin
- Elif Uslusoy (* 1998), Schauspielerin
- Enis Destan (* 2002), Fußballspieler
- Kazımcan Karataş (* 2003), Fußballspieler
- Simay Özçiftçi (* 2003), Sprinterin

## Städtepartnerschaften
- Baku (Aserbaidschan), seit 1985
- Karatschi (Pakistan), seit 1985
- Algier (Algerien), seit 1988
- Seattle (Vereinigte Staaten), seit 1990
- Tampa (Vereinigte Staaten), seit 1990
- Tianjin (Volksrepublik China), seit 1990
- Odense (Dänemark), seit 1991
- Bischkek (Kirgisistan), seit 1991
- Melbourne (Australien), seit 1992
- Neapel (Italien), seit 1992
- Buchara (Usbekistan), seit 1992
- Aleppo (Syrien), seit 1993
- Gəncə (Aserbaidschan), seit 1994
- Vlora (Albanien), seit 1994
- Samarqand (Usbekistan), seit 1994
- Gazimağusa (Türkische Republik Nordzypern), seit 1994
- Astana (Kasachstan), seit 1994
- Dschalal-Abad (Kirgisistan), seit 1994
- Türkmenabat (Turkmenistan), seit 1994
- Bremen (Deutschland), seit 1995
- Córdoba (Argentinien), seit 1995
- Havanna (Kuba), seit 1995
- Fès (Marokko), seit 1995
- Constanța (Rumänien), seit 1995
- Mostar (Bosnien und Herzegowina), seit 1996
- Tel Aviv (Israel), seit 1996
- Surabaya (Indonesien), seit 1996
- Split (Kroatien), seit 1996
- Tripoli (Libanon), seit 1996
- Bălți (Moldau), seit 1996
- Alexandria (Ägypten), seit 1996
- Viña del Mar (Chile), seit 1996
- Mumbai (Indien), seit 1997
- Žilina (Slowakei), seit 1997
- Salvador da Bahia (Brasilien), seit 1998
- Đà Nẵng (Vietnam), seit 1998
- Casablanca (Marokko), seit 1999
- Sousse (Tunesien), seit 2002
- Bratislava (Slowakei), seit 2003
- Long Beach (Vereinigte Staaten), seit 2004
- Ancona (Italien), seit 2005
- Frankfurt am Main (Deutschland), seit 2023[36]